# Copa de Macedonia del Norte
La Copa de Macedonia del Norte (en macedonio: Куп на Северна Македонија, Kup na Severna Makedonija), anteriormente Copa de Macedonia,  es la copa nacional de fútbol y torneo de eliminatorias de Macedonia del Norte. La competición es organizada anualmente por la Federación de Fútbol de Macedonia del Norte desde 1993. El FK Vardar Skopje tiene el mayor número de campeonatos con cinco.
Hasta la temporada 2019/20, el equipo campeón accedía a la primera ronda de clasificación de la Liga Europa de la UEFA. Sin embargo, ahora el ganador tendrá su puesto en la Liga Europa Conferencia de la UEFA.

## Palmarés

### Época yugoslava
Campeones de la Copa de la República Socialista de Macedonia (1946-1992):
| Temporada | Campeón                           |
| --------- | --------------------------------- |
| 1946-47   | Garnizon Skopje                   |
| 1947-48   | FK Teteks Tetovo                  |
| 1948-49   | Desconocido                       |
| 1949-50   | FK Teteks Tetovo                  |
| 1950-51   | FK Pobeda Prilep                  |
| 1951-52   | Garnizon Skopje                   |
| 1952-53   | FK Vardar Skopje (equipo reserva) |
| 1953-54   | FK Rabotnički Skopje              |
| 1954-55   | FK Vardar Skopje                  |
| 1955-56   | No disputada                      |
| 1956-57   | FK Rabotnički Skopje              |
| 1957-58   | FK Pobeda Prilep                  |
| 1958-59   | FK Pelister Bitola                |
| 1959-60   | FK Pobeda Prilep                  |
| 1960-61   | FK Pobeda Prilep                  |
| 1961-62   | FK Pelister Bitola                |
| 1962-63   | FK Pobeda Prilep                  |
| 1963-64   | FK Pobeda Prilep                  |
| 1964-65   | FK Vardar Skopje                  |
| 1965-66   | FK Vardar Skopje                  |
| 1966-67   | FK Vardar Skopje                  |
| 1967-68   | FK Vardar Skopje                  |
| 1968-69   | FK Vardar Skopje                  |

| Temporada | Campeón                           |
| --------- | --------------------------------- |
| 1969-70   | FK Vardar Skopje                  |
| 1970-71   | FK Vardar Skopje                  |
| 1971-72   | FK Vardar Skopje                  |
| 1972-73   | FK Ohrid                          |
| 1973-74   | FK Rabotnički Skopje              |
| 1974-75   | No disputada                      |
| 1975-76   | FK Vardar Skopje (equipo reserva) |
| 1976-77   | FK Pobeda Prilep                  |
| 1977-78   | FK Teteks Tetovo                  |
| 1978-79   | FK Vardar Skopje                  |
| 1979-80   | FK Vardar Skopje                  |
| 1980-81   | FK Bregalnica Štip                |
| 1981-82   | FK Teteks Tetovo                  |
| 1982-83   | FK Rabotnički Skopje              |
| 1983-84   | FK Belasica Strumica              |
| 1984-85   | FK Pelister Bitola                |
| 1985-86   | FK Belasica Strumica              |
| 1986-87   | FK Pobeda Prilep                  |
| 1987-88   | FK Rabotnički Skopje              |
| 1988-89   | FK Sileks Kratovo                 |
| 1989-90   | FK Sileks Kratovo                 |
| 1990-91   | FK Pelister Bitola                |
| 1991-92   | FK Vardar Skopje                  |

### República Independiente
| Temporada | Campeón                                      | Resultado                                    | Finalista                                    | Sede de la final                             |                                              |
| --------- | -------------------------------------------- | -------------------------------------------- | -------------------------------------------- | -------------------------------------------- | -------------------------------------------- |
| 1992-93   | Vardar Skopje                                | 1 - 0                                        | Pelister Bitola                              | Gradski stadion, Skopje                      |                                              |
| 1993-94   | Sileks Kratovo                               | 1 - 1 (4-2 pen.)                             | Pelister Bitola                              | Gradski stadion, Skopje                      |                                              |
| 1994-95   | Vardar Skopje                                | 2 - 1                                        | Sileks Kratovo                               | Gradski stadion, Skopje                      |                                              |
| 1995-96   | Sloga Jugomagnat                             | 0 - 0 (5-3 pen.)                             | Vardar Skopje                                | Gradski stadion, Skopje                      |                                              |
| 1996-97   | Sileks Kratovo                               | 4 - 1                                        | Sloga Jugomagnat                             | Gradski stadion, Kavadarci                   |                                              |
| 1997-98   | Vardar Skopje                                | 2 - 0                                        | Sloga Jugomagnat                             | Gradski stadion, Skopje                      |                                              |
| 1998-99   | Vardar Skopje                                | 2 - 0                                        | Sloga Jugomagnat                             | Gradski stadion, Skopje                      |                                              |
| 1999-00   | Sloga Jugomagnat                             | 6 - 0                                        | Pobeda Prilep                                | Estadio Goce Delčev, Prilep                  |                                              |
| 2000-01   | Pelister Bitola                              | 2 - 1                                        | Sloga Jugomagnat                             | Gradski stadion, Skopje                      |                                              |
| 2001-02   | Pobeda Prilep                                | 3 - 1                                        | Cementarnica 55                              | Stadion Mladost, Strumica                    |                                              |
| 2002-03   | Cementarnica 55                              | 4 - 4 (3-2 pen.)                             | Sloga Jugomagnat                             | Gradski stadion, Skopje                      |                                              |
| 2003-04   | Sloga Jugomagnat                             | 1 - 0                                        | Napredok Kičevo                              | Gradski stadion, Skopje                      |                                              |
| 2004-05   | Bashkimi Kumanovo                            | 2 - 1                                        | FK Madžari Solidarnost                       | Gradski stadion, Skopje                      |                                              |
| 2005-06   | FK Makedonija GP                             | 2 - 1                                        | Shkëndija Tetovo                             | Gradski stadion, Skopje                      |                                              |
| 2006-07   | Vardar Skopje                                | 2 - 1                                        | Pobeda Prilep                                | Gradski stadion, Skopje                      |                                              |
| 2007-08   | Rabotnički Skopje                            | 2 - 0                                        | Milano Kumanovo                              | Gradski stadion, Skopje                      |                                              |
| 2008-09   | Rabotnički Skopje                            | 1 - 1 (7-6 pen.)                             | FK Makedonija GP                             | Philip II Arena, Skopje                      |                                              |
| 2009-10   | Teteks Tetovo                                | 3 - 2                                        | Rabotnički Skopje                            | Philip II Arena, Skopje                      |                                              |
| 2010-11   | Metalurg Skopje                              | 2 - 0                                        | Teteks Tetovo                                | Estadio Goce Delčev, Prilep                  |                                              |
| 2011-12   | Renova Džepčište                             | 3 - 1                                        | Rabotnički Skopje                            | Gradski stadion, Štip                        |                                              |
| 2012-13   | Teteks Tetovo                                | 1 - 1 (6-5 pen.)                             | Shkëndija Tetovo                             | Philip II Arena, Skopje                      |                                              |
| 2013-14   | Rabotnički Skopje                            | 2 - 0                                        | Metalurg Skopje                              | Philip II Arena, Skopje                      |                                              |
| 2014-15   | Rabotnički Skopje                            | 2 - 1                                        | Teteks Tetovo                                | Philip II Arena, Skopje                      |                                              |
| 2015-16   | Shkëndija Tetovo                             | 2 - 0                                        | Rabotnički Skopje                            | Philip II Arena, Skopje                      |                                              |
| 2016-17   | Pelister Bitola                              | 0 - 0 (4-3 pen.)                             | Shkëndija Tetovo                             | Stadion Mladost, Strumica                    |                                              |
| 2017-18   | Shkëndija Tetovo                             | 3 - 0                                        | Pelister Bitola                              | Stadion Mladost, Strumica                    |                                              |
| 2018-19   | Akademija Pandev                             | 2 - 2 (4-2 pen.)                             | FK Makedonija GP                             | Philip II Arena, Skopje                      |                                              |
| 2019-20   | Abandonado debido a la pandemia del COVID-19 | Abandonado debido a la pandemia del COVID-19 | Abandonado debido a la pandemia del COVID-19 | Abandonado debido a la pandemia del COVID-19 | Abandonado debido a la pandemia del COVID-19 |
| 2020-21   | Sileks Kratovo                               | 0 - 0 (4-3 pen.)                             | Akademija Pandev                             | Toše Proeski Arena, Skopje                   |                                              |
| 2021-22   | FK Makedonija GP                             | 0 - 0 (4-3 pen.)                             | Sileks Kratovo                               | Toše Proeski Arena, Skopje                   |                                              |
| 2022-23   | FK Makedonija GP                             | 1 - 1 (2-0 pen.)                             | FC Struga                                    | Petar Miloševski Training Centre, Skopje     |                                              |
| 2023-24   | GFK Tikveš Kavadarci                         | 2 - 1                                        | FK Voska Sport                               | Toše Proeski Arena, Skopje                   |                                              |
| 2024-25   | Vardar Skopje                                | 2 - 0                                        | FC Struga                                    | Toše Proeski Arena, Skopje                   |                                              |

## Títulos por club
Resumen de títulos desde la temporada 1992-93:
| Club                          | Campeón | Años Campeón                       | 2° | Años Subcampeón              |
| ----------------------------- | ------- | ---------------------------------- | -- | ---------------------------- |
| FK Vardar Skopje              | 6       | 1993, 1995, 1998, 1999, 2007, 2025 | 1  | 1996                         |
| FK Rabotnički Skopje          | 4       | 2008, 2009, 2014, 2015             | 3  | 2010, 2012, 2016             |
| FK Sloga Jugomagnat †         | 3       | 1996, 2000, 2004                   | 5  | 1997, 1998, 1999, 2001, 2003 |
| FK Sileks Kratovo             | 3       | 1994, 1997, 2021                   | 2  | 1995, 2022                   |
| FK Makedonija Gjorče Petrov   | 3       | 2006, 2022, 2023                   | 2  | 2009, 2019                   |
| FK Pelister Bitola            | 2       | 2001, 2017                         | 3  | 1993, 1994, 2018             |
| KF Shkëndija Tetovo           | 2       | 2016, 2018                         | 3  | 2006, 2013, 2017             |
| FK Teteks Tetovo              | 2       | 2010, 2013                         | 2  | 2011, 2015                   |
| FK Pobeda Prilep              | 1       | 2002                               | 2  | 2000, 2007                   |
| FK Cementarnica 55            | 1       | 2003                               | 1  | 2002                         |
| FK Metalurg Skopje            | 1       | 2011                               | 1  | 2014                         |
| FK Akademija Pandev           | 1       | 2019                               | 1  | 2021                         |
| FK Bashkimi Kumanovo          | 1       | 2005                               | -  | ---                          |
| FK Renova Džepčište           | 1       | 2012                               | -  | ---                          |
| GFK Tikveš Kavadarci          | 1       | 2024                               | -  | ---                          |
| FC Struga                     | -       | ---                                | 2  | 2023, 2025                   |
| FK Napredok Kičevo            | -       | ---                                | 1  | 2004                         |
| FK Madžari Solidarnost Skopje | -       | ---                                | 1  | 2005                         |
| FK Milano Kumanovo            | -       | ---                                | 1  | 2008                         |
| FK Voska Sport                | -       | ---                                | 1  | 2024                         |

- † Equipo desaparecido.

### Títulos por ciudad
| Ciudad    | Títulos | Campeones |
| --------- | ------- | --- |
| Skopje    | 17      | Vardar (5), Rabotnički (4), Sloga Jugomagnat (3), Makedonija Gjorče Petrov (3), Cementarnica 55 (1), Metalurg Skopje (1) |
| Tetovo    | 5       | Teteks (2), Shkëndija (2), Renova (1)                                                                                    |
| Kratovo   | 3       | Sileks (3) |
| Bitola    | 2       | Pelister (2) |
| Kumanovo  | 1       | Bashkimi (1) |
| Prilep    | 1       | Pobeda (1) |
| Strumica  | 1       | Akademija Pandev (1) |
| Kavadarci | 1       | GFK Tikveš (1) |